# Trichoridia albiluna
Trichoridia albiluna là một loài bướm đêm trong họ Noctuidae.